# Binago
Binago est une commune italienne de la province de Côme, dans la région Lombardie.

## Administration
| Période                                  | Période  | Identité            | Étiquette | Qualité |
| ---------------------------------------- | -------- | ------------------- | --------- | ------- |
| 2008                                     | En cours | Bianca Maria Pagani |           |         |
| Les données manquantes sont à compléter. |          |                     |           |         |

### Hameaux
Monello

### Communes limitrophes
Beregazzo con Figliaro, Castelnuovo Bozzente, Malnate, Solbiate, Vedano Olona, Venegono Inferiore, Venegono Superiore